# Тамо далеко
«Та́мо дале́ко» (рус. Там далеко́) — сербская песня времен Первой мировой войны.
Эта песня считается гимном каждого сербского солдата, который оставил свою семью и отправился на войну. Солдат поёт свою песню на греческом острове Корфу, куда он попал после отступления сербских войск через Северную Албанию. Он поёт о своей разрушенной деревне, о церкви, в которой он венчался, и о тяжёлом отступлении, во время которого он потерял многих своих товарищей. Море вокруг Корфу и соседнего маленького острова Видо и по сей день известно как «Синяя Могила» (серб. Плава гробница) — здесь похоронены тысячи сербских солдат, умерших от голода и болезней (на суше для могил уже не было места).
«Тамо далеко» — одна из самых популярных песен и у сербских эмигрантов, которые уехали в Америку после Второй мировой войны.

## Слова
Песня имеет много версий, так как её автор считался неизвестным до 2008 года, а авторство мелодии оспаривалось, в частности, известным композитором Михайло Заставниковичем и музыкантом-любителем, военным хирургом Дмитрие Маричем. В 2008-м году сербский историк Ранко Яковлевич путём кропотливых архивных изысканий установил, что автором текста и мелодии песни является некий Джордже Маринкович, музыкант-любитель из деревни Корбово под Кладовым, переехавший впоследствии с Корфу в Париж и зарегистрировавший там авторские права на песню в 1922-м году.

### Первая версия
| Тамо далеко, далеко од мора, Тамо је село моје, тамо је Србија. Тамо далеко, где цвета лимун жут, Тамо је српској војсци једини био пут. Тамо далеко где цвета бели крин, Тамо су животе дали заједно отац и син. Тамо где тиха путује Морава, Тамо ми икона оста, и моја крсна слава. Тамо где Тимок, поздравља Вељков град, Тамо ми спалише цркву, у којој венчах се млад. Без отаџбине, на Крфу живех ја, Али сам поносно клиц’о, живела Србија! | Tamo daleko, daleko od mora, Tamo je selo moje, tamo je Srbija. Tamo daleko, gde cveta limun žut, Tamo je srpskoj vojsci jedini bio put. Tamo daleko gde cveta beli krin, Tamo su živote dali zajedno otac i sin. Tamo gde tiha putuje Morava, Tamo mi ikona osta, i moja krsna slava. Tamo gde Timok, pozdravlja Veljkov grad, Tamo mi spališe crkvu, u kojoj venčah se mlad. Bez otadžbine, na Krfu živeh ja, Ali sam ponosno klic’o, živela Srbija! | Там далеко, далеко от моря, Там моё село, там Сербия. Там далеко, где жёлтые лимоны цветут , Там у сербской армии был единственный путь. Там далеко, где цветёт белая лилия, Там свою жизнь отдали вместе отец и сын. Там где тихо течёт Морава, Там я оставил икону и славу мою Там я оставил икону и славу мою. Там где Тимок, приветствует Вельков град, Там сожгли церковь, где венчался я млад. Без родины, на Корфу жил я, Но я гордо восклицал: «Да здравствует Сербия!» |

### Вторая версия
| Тамо далеко, далеко од мора, Тамо је село моје, тамо је љубав моја. О зар је морала доћ', та тужна несрећна ноћ, Када си драгане мој, отиш’о у крвав бој. Тамо далеко, где цвета лимун жут, Тамо је српској војсци једини био пут. Тамо далеко, далеко од мора, Тамо је село моје, тамо је Србија. Без отаџбине, на Крфу живех ја, и опет весело кличем, живела Србија! | Tamo daleko, daleko od mora, Tamo je selo moje, tamo je ljubav moja. O zar je morala doć', ta tužna nesrećna noć, Kada si dragane moj, otiš'o u krvav boj. Tamo daleko, gde cveta limun žut, Tamo je srpskoj vojsci jedini bio put. Tamo daleko, daleko od mora, Tamo je selo moje, tamo je Srbija. Bez otadžbine, na Krfu živeh ja, i opet veselo kličem, živela Srbija! | Там далеко, далеко от моря, Там моё село, там любовь моя. О, разве должна была прийти эта печальная, несчастная ночь Когда мой любимый ушёл в кровавый бой. Там далеко, где цветёт жёлтый лимон, Там у сербской армии был единственный путь. Там далеко, далеко от моря, Там моё село, там моя Сербия. Без родины, на Корфу живу я, Но я снова весело кричу: «Да здравствует Сербия!» |

### Третья версия
| О зар је морала доћ', та тужна несрећна ноћ, Када си драгане мој, отиш’о у љути бој. Тамо далеко, далеко крај мора, Тамо је село моје, тамо је љубав моја. Без отаџбине далеко, далеко живим ја, и опет кличем бурно, живела домовина! О зар је морала доћ', та тужна несрећна ноћ, Када си драгане мој, отиш’о у љути бој. Тамо далеко, где цвећу нема крај, Тамо су најдражи моји, тамо је прави рај. Тамо далеко крај Саве, Саве и Дунава, Тамо је варош моја, тамо је мој родни крај! | O zar je morala doć', ta tužna nesrećna noć, Kada si dragane moj, otiš'o u ljuti boj. Tamo daleko, daleko kraj mora, Tamo je selo moje, tamo je ljubav moja. Bez otadžbine daleko, daleko živim ja, i opet kličem burno, živela domovina! O zar je morala doć', ta tužna nesrećna noć, Kada si dragane moj, otiš'o u ljuti boj. Tamo daleko, gde cveću nema kraj, Tamo su najdraži moji, tamo je pravi raj. Tamo daleko kraj Save, Save i Dunava, Tamo je varoš moja, tamo je moj rodni kraj! | О, почему должна прийти эта печальная, несчастная ночь Когда мой любимый ушёл в кровавый бой. Там далеко, далеко край моря, Там моё село, там любовь моя. Без родины далеко, далеко живу я, и опять горячо кричу, «Пусть живёт моя родина!»! О, почему должна прийти эта печальная, несчастная ночь Когда мой любимый ушёл в кровавый бой. Там далеко, где цветам нету края, Там драгоценные мои, там настоящий рай. Там далеко рядом с Савой, Савой и Дунаем, Там деревня моя, там мой родной край! |